# Friedrichstadt (Sleeswijk-Holstein)
Friedrichstadt (Deens: Frederiksstad; Noord-Fries: Fräärstää; Nederlands: Frederikstad aan de Eider) is een gemeente in de Duitse deelstaat Sleeswijk-Holstein, gelegen in de Kreis Noord-Friesland. De plaats telt 2.666 inwoners. De stad heeft een Verwaltungsgemeinschaft met het Amt Nordsee-Treene.

## Geschiedenis
Friedrichstadt werd in 1621 gesticht door hertog Frederik III van Sleeswijk-Holstein-Gottorp. Zijn idee was dat de plaats een rol kon gaan spelen in de handel tussen Spanje en zijn koloniën enerzijds en Rusland. Daarbij was zijn idee dat een dergelijk project de meeste kans zou hebben als hij mogelijkheden zou bieden aan Nederlanders die in eigen land tweederangsburger waren, maar wel thuis waren in de internationale handel van die tijd. Hij had daarbij met name het oog op de remonstranten, zoals Willem van Dam en zijn broer, die hij met een belofte voor godsdienstvrijheid en Nederlands als bestuurstaal naar zijn project probeerde te lokken. Maar ook Rooms-Katholieken, mennonieten en joden kregen de vrijheid om een eigen godshuis te bouwen.
In dezelfde periode begon de Deense koning, Christian IV, een oom van Frederik, een vergelijkbaar project in Glückstadt.

## Afbeeldingen

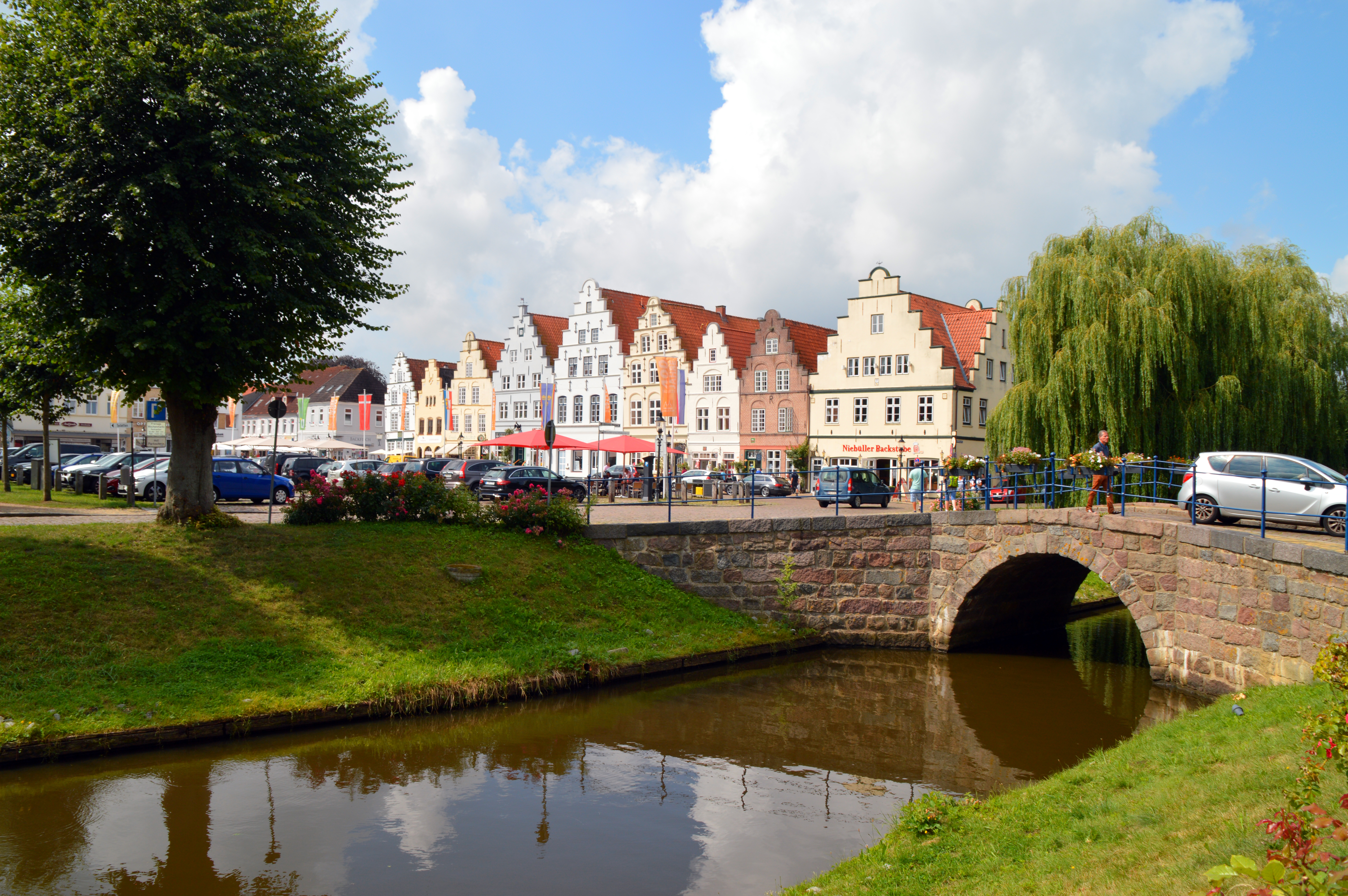
Holländerhäuser aan de markt
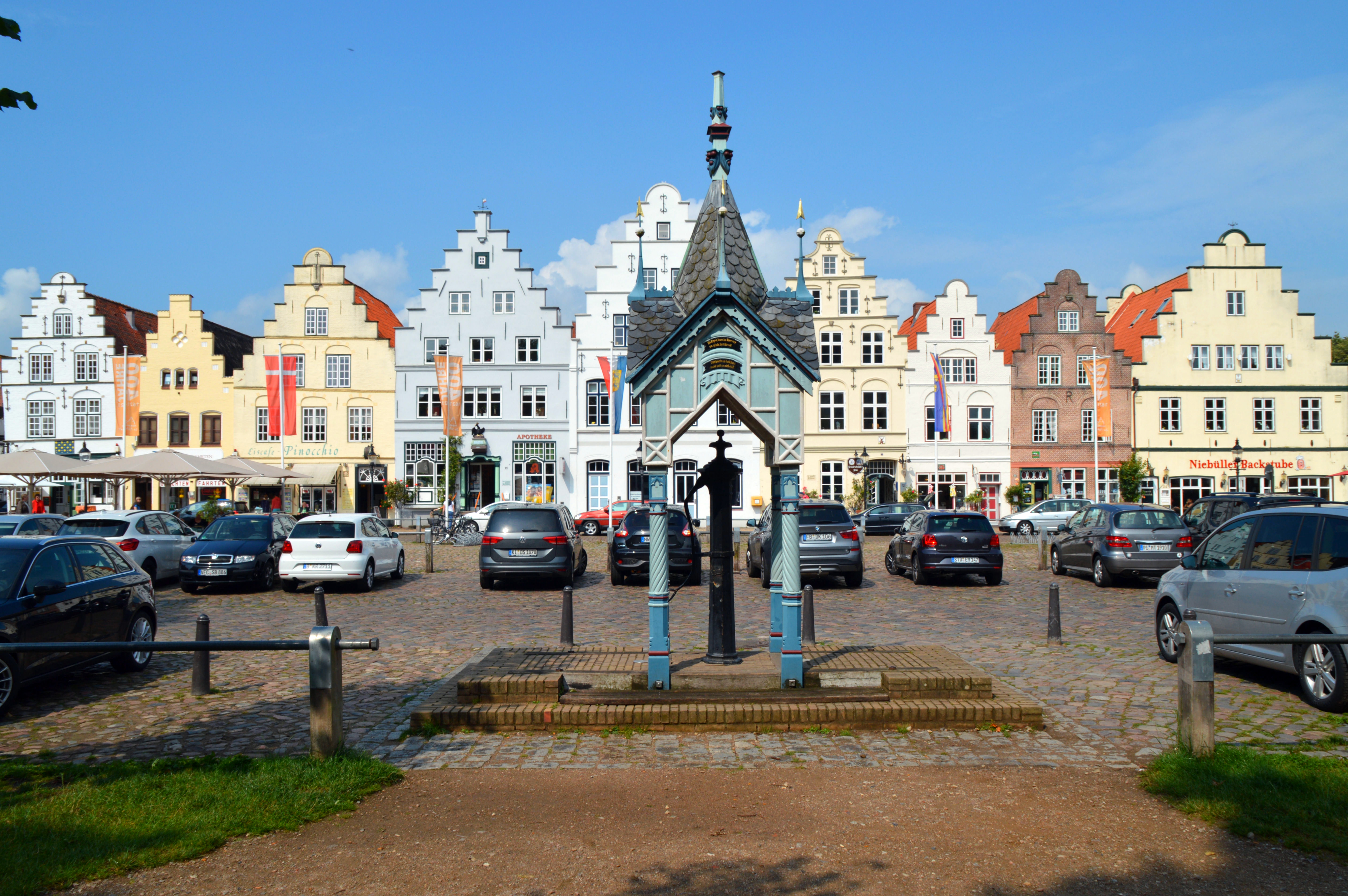
Waterpomp uit 1879
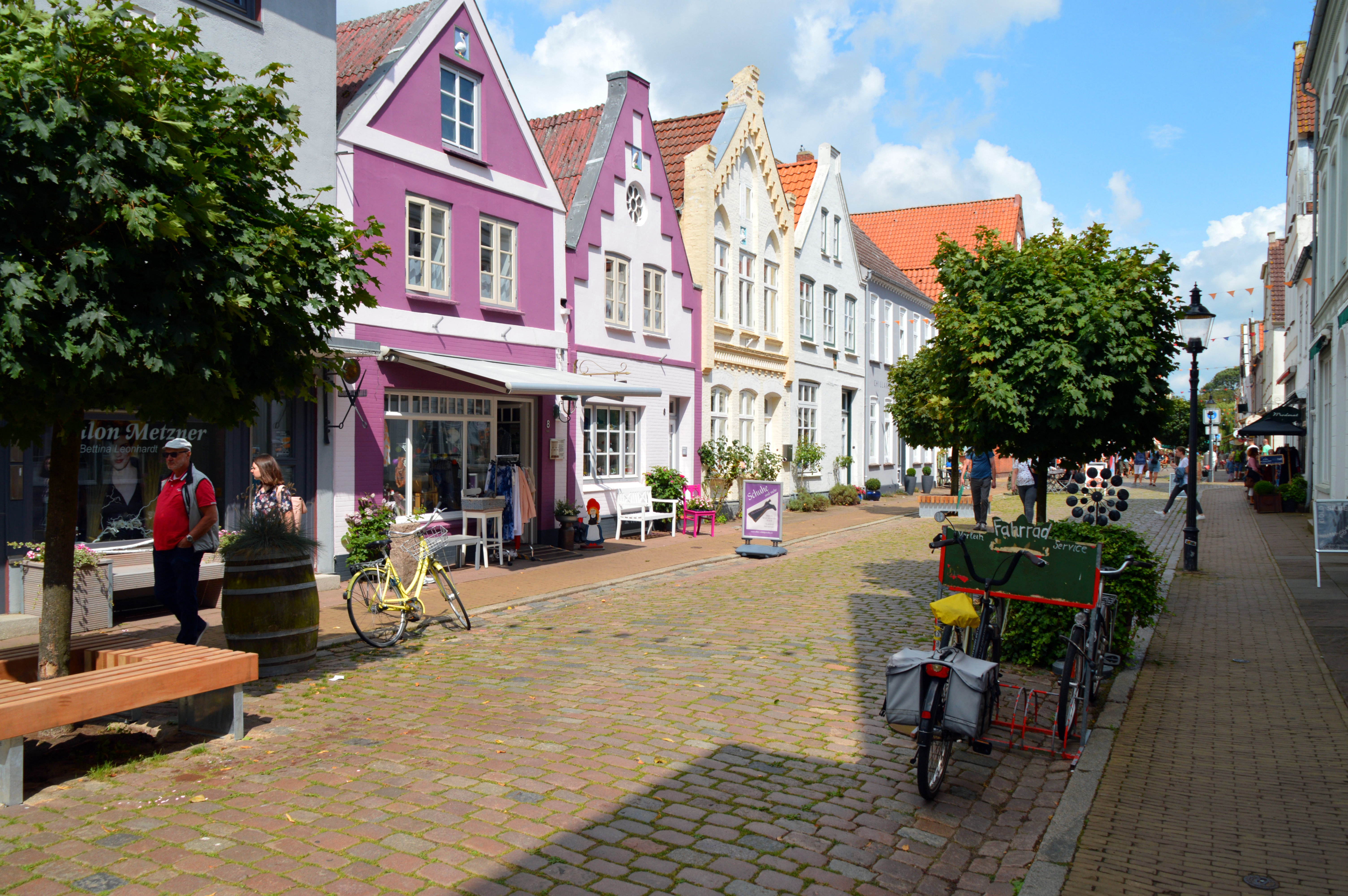
Straatbeeld met Hollandse huizen
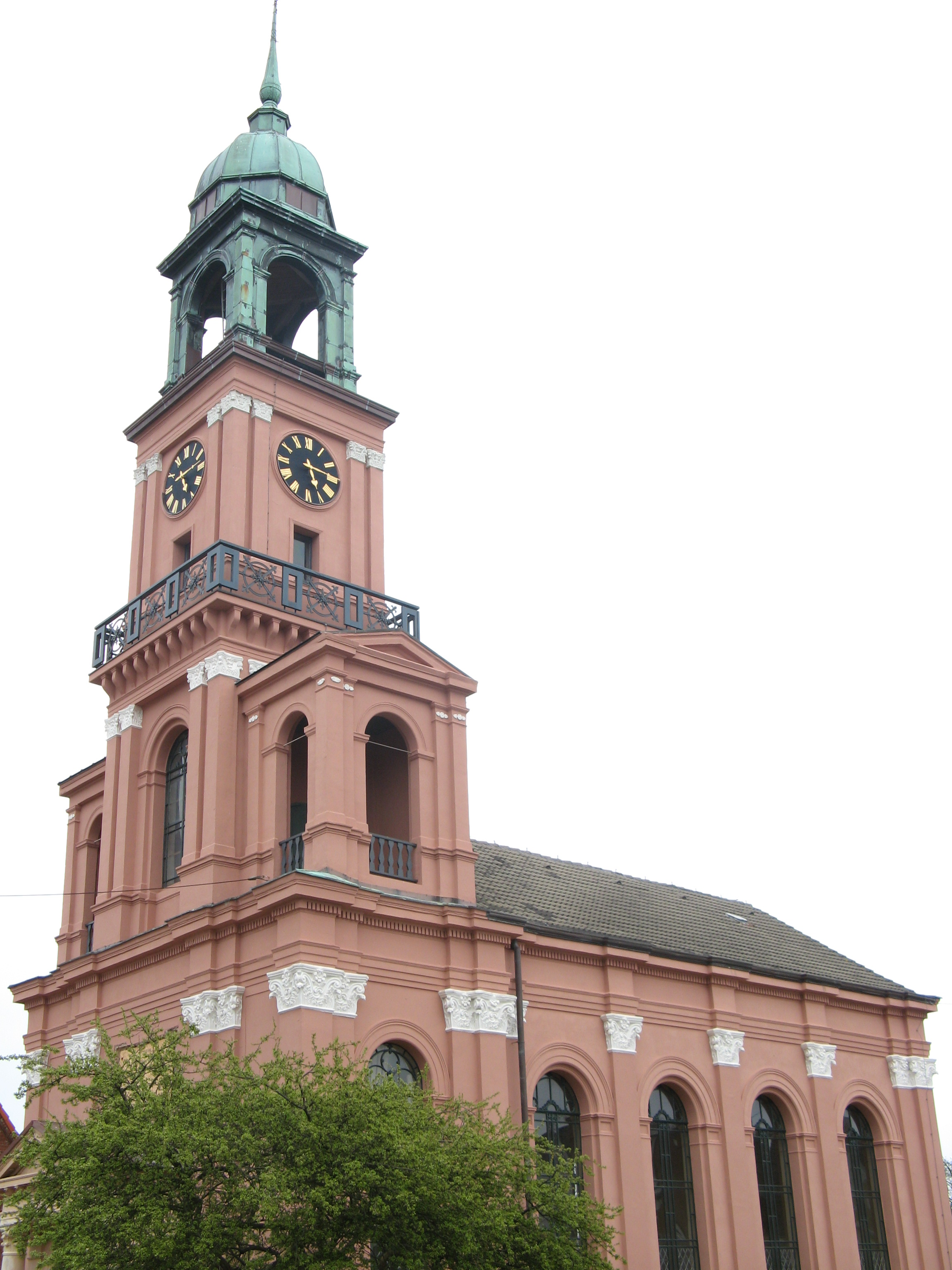
Remonstrantse kerk
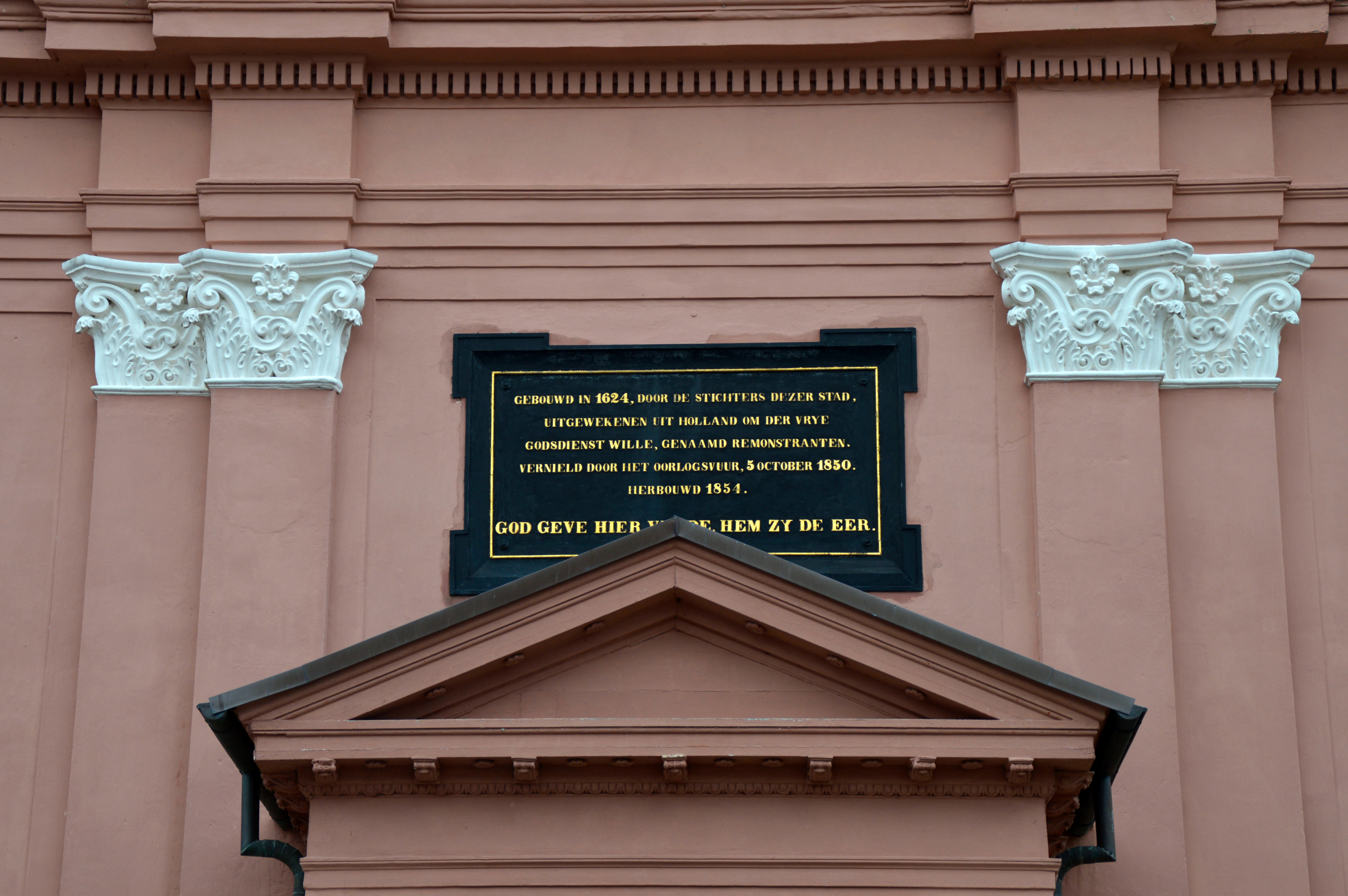
Detail Remonstrantse Kerk
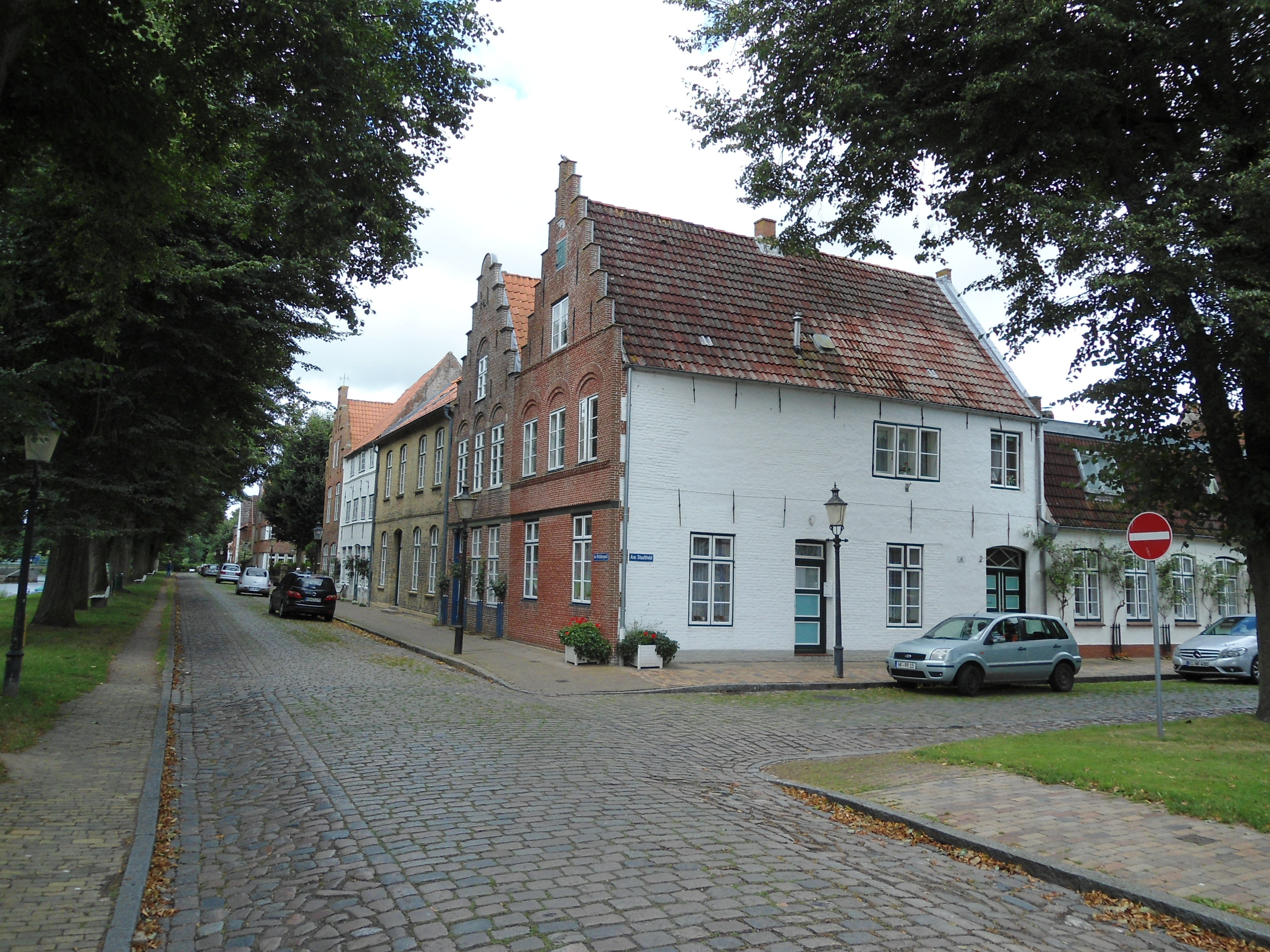
Straatbeeld in Friedrichstadt
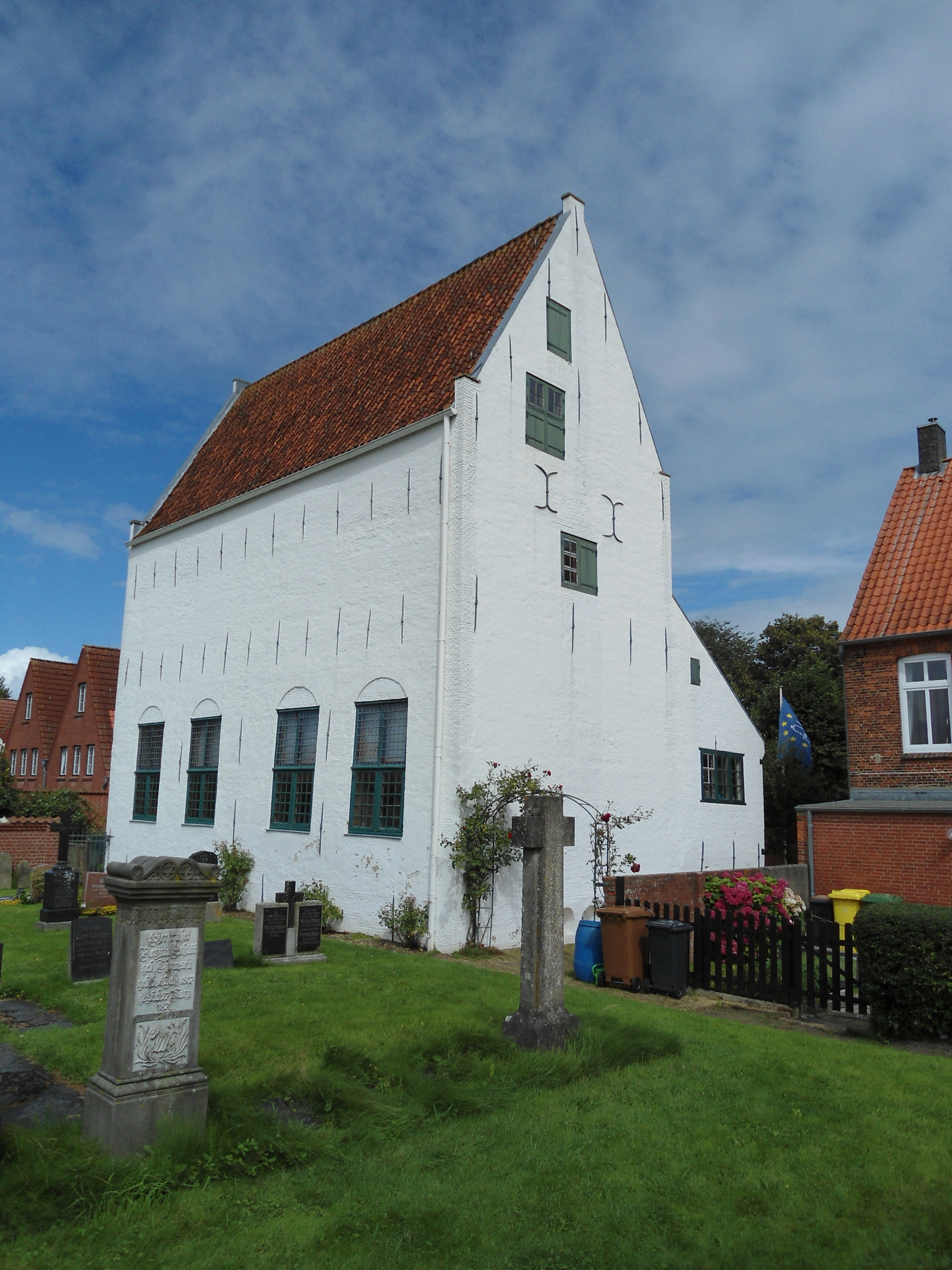
Mennonietenkerk te Friedrichstadt
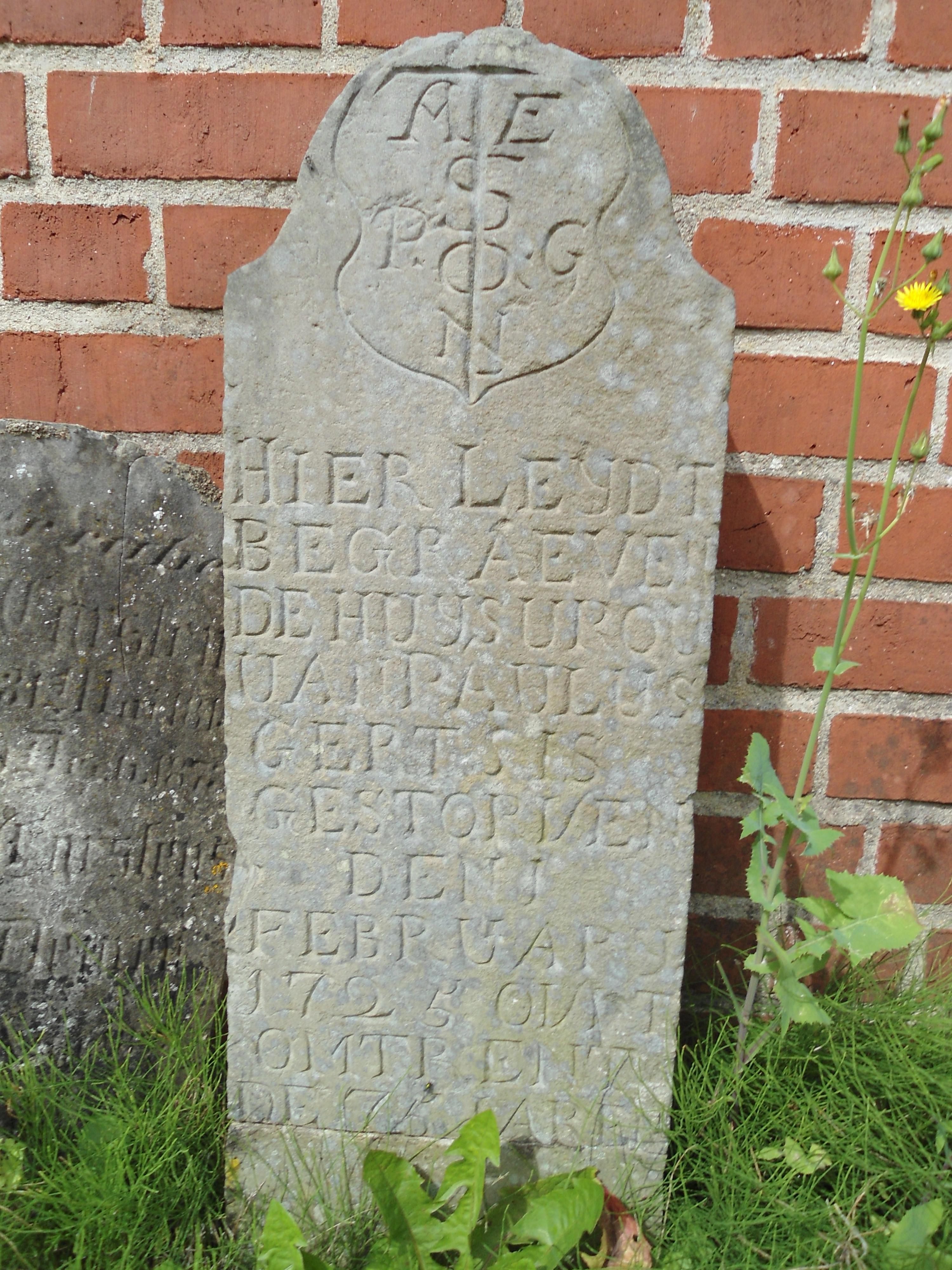
Nederlandstalige grafsteen uit 1725 op het Mennonietenkerkhof
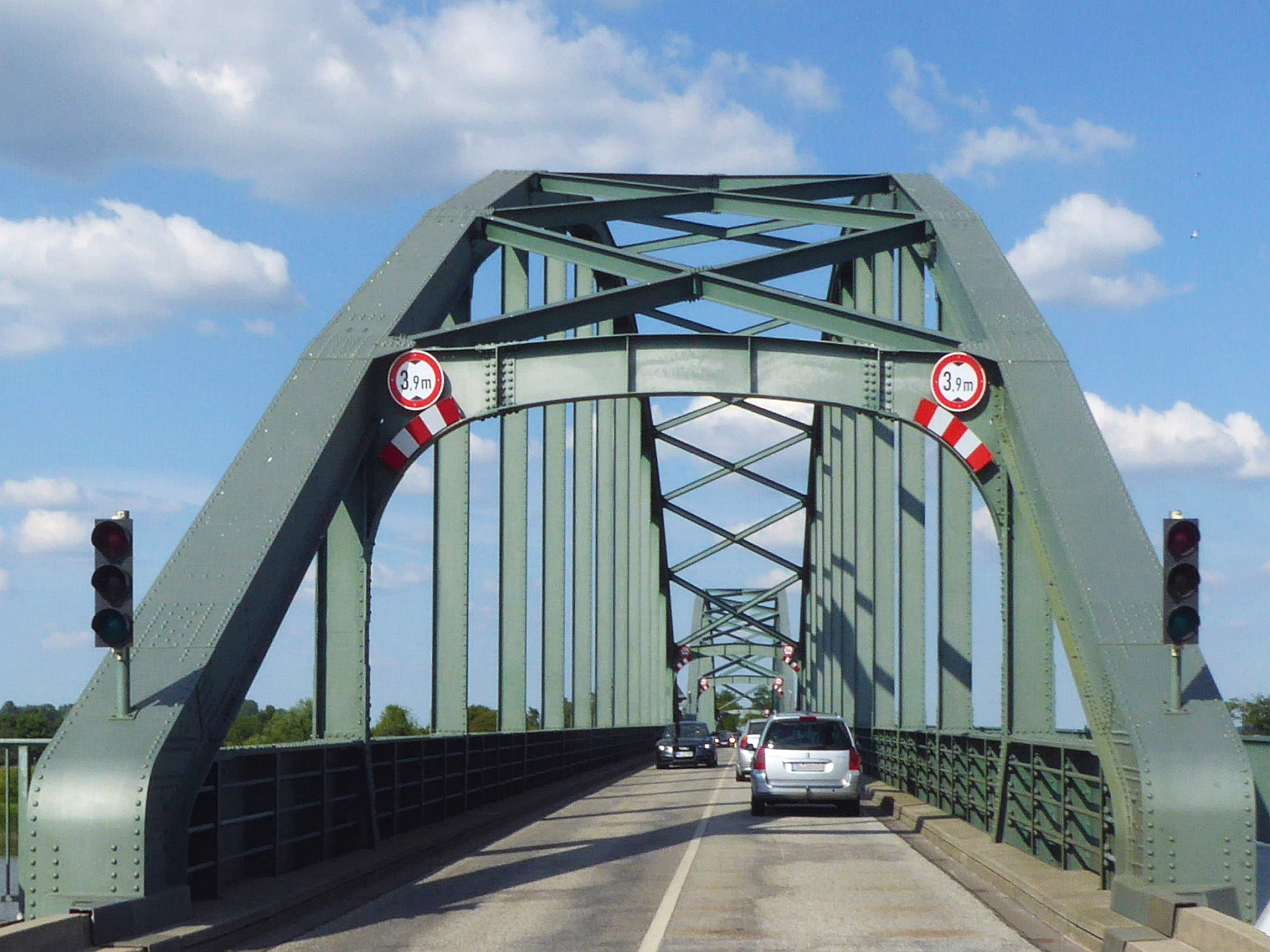
Eiderbrug (monument beschermd, dubbele boogbrug van 1916) tussen Friedrichstadt en Sankt An

Achtrup ·
Ahrenshöft ·
Ahrenviöl ·
Ahrenviölfeld ·
Alkersum ·
Almdorf ·
Arlewatt ·
Aventoft ·
Bargum ·
Behrendorf ·
Bohmstedt ·
Bondelum ·
Bordelum ·
Borgsum ·
Bosbüll ·
Braderup ·
Bramstedtlund ·
Bredstedt ·
Breklum ·
Dagebüll ·
Drage ·
Drelsdorf ·
Dunsum ·
Elisabeth-Sophien-Koog ·
Ellhöft ·
Emmelsbüll-Horsbüll ·
Enge-Sande ·
Fresendelf ·
Friedrich-Wilhelm-Lübke-Koog ·
Friedrichstadt ·
Galmsbüll ·
Garding ·
Garding, Kirchspiel ·
Goldebek ·
Goldelund ·
Gröde ·
Grothusenkoog ·
Haselund ·
Hattstedt ·
Hattstedtermarsch ·
Högel ·
Holm ·
Hooge ·
Hörnum (Sylt) ·
Horstedt ·
Hude ·
Humptrup ·
Husum ·
Immenstedt ·
Joldelund ·
Kampen (Sylt) ·
Karlum ·
Katharinenheerd ·
Klanxbüll ·
Klixbüll ·
Koldenbüttel ·
Kolkerheide ·
Kotzenbüll ·
Ladelund ·
Langeneß ·
Langenhorn ·
Leck ·
Lexgaard ·
List ·
Löwenstedt ·
Lütjenholm ·
Midlum ·
Mildstedt ·
Nebel ·
Neukirchen ·
Nieblum ·
Niebüll ·
Norddorf auf Amrum ·
Norderfriedrichskoog ·
Nordstrand ·
Norstedt ·
Ockholm ·
Oevenum ·
Oldenswort ·
Oldersbek ·
Olderup ·
Oldsum ·
Ostenfeld (Husum) ·
Oster-Ohrstedt ·
Osterhever ·
Pellworm ·
Poppenbüll ·
Ramstedt ·
Rantrum ·
Reußenköge ·
Risum-Lindholm ·
Rodenäs ·
Sankt Peter-Ording ·
Schwabstedt ·
Schwesing ·
Seeth ·
Simonsberg ·
Sollwitt ·
Sönnebüll ·
Sprakebüll ·
Stadum ·
Stedesand ·
Struckum ·
Süderende ·
Süderhöft ·
Süderlügum ·
Südermarsch ·
Sylt ·
Tating ·
Tetenbüll ·
Tinningstedt ·
Tönning ·
Tümlauer-Koog ·
Uelvesbüll ·
Uphusum ·
Utersum ·
Viöl ·
Vollerwiek ·
Vollstedt ·
Welt ·
Wenningstedt-Braderup (Sylt) ·
Wester-Ohrstedt ·
Westerhever ·
Westre ·
Winnert ·
Wisch ·
Witsum ·
Wittbek ·
Wittdün auf Amrum ·
Witzwort ·
Wobbenbüll ·
Wrixum ·
Wyk auf Föhr